# 岩国中継局
岩国中継局（いわくにちゅうけいきょく）は、山口県岩国市にあるアナログ放送用の中継局である。
ここではUHF中継局に併設されているNHK山口放送局師木野・KRY山口放送南岩国の両中継局と、岩国御庄デジタルテレビジョン中継放送局についても併記する。

## 概要
当局は、山口県をエリアとする各放送局が、岩国市の旧市部（平成の大合併前の岩国市の領域）をカバーするために設置した。しかし、岩国市が県東部の広島県境に位置するという地理的事情から、北東方向に位置する広島市や東北東の呉市方面からの電波も入感し、VHFテレビ3局では混信も発生した。そのため、これらの状況を改善する目的で、NHK山口が師木野中継局を、KRYが南岩国中継局を、別途設置する事態となった。
逆に、岩国市内では、こうした状況を逆手に取り、広島市や呉市方面（休山など）にアンテナを向け、系統数が多い広島の放送を視聴する世帯も多く、山口県に系列局が無いFNNでは、tssテレビ新広島が岩国周辺地域の取材を行っている。こうした状況を考慮し、地上デジタルテレビジョン放送開始にあたっては、岩国市と近隣の中継局を大幅に整理する狙いもあり、広島県の江田島市に岩国向けの中継局が置かれた。また、2008年9月に入ると「岩国御庄デジタルテレビジョン中継放送局」が城山南方高地に設置された。
岩国市には米軍基地があるため、米軍放送AFNの岩国送信所もあるが、ここでは割愛する。

## 岩国中継局の技術情報

### AM放送
NHKラジオ第2放送は広島局および松山局が山口放送局の受信情報に記載されている。
| 周波数 （kHz） | 放送局名          | コールサイン | 空中線電力 | 放送対象地域 | 放送区域内世帯数 | 開局年月日    |
| -------------- | ----------------- | ------------ | ---------- | ------------ | ---------------- | ------------- |
| 585            | NHK 山口ラジオ第1 | 無し         | 300W       | 山口県       | 345,171世帯      | 1996年8月29日 |
| 918            | KRY 山口放送      | JOPN         | 1kW        | 山口県       | 206,603世帯      | 1960年4月1日  |

所在地
- NHK…岩国市旭町3丁目8番地[要出典]
- KRY…岩国市尾津町1丁目28番地[要出典]

### アナログテレビ
| テレビチャンネル（ch） | 放送局名         | 空中線電力        | ERP               | 放送対象地域 | 放送区域内世帯数 | 開局年月日    |
| ---------------------- | ---------------- | ----------------- | ----------------- | ------------ | ---------------- | ------------- |
| 1                      | NHK 山口教育     | 映像10W/ 音声2.5W | 映像37W/ 音声9.3W | 全国         | 28,627世帯       | 1962年9月1日  |
| 9                      | NHK 山口総合     | 映像10W/ 音声2.5W | 映像35W/ 音声8.9W | 山口県       | 28,627世帯       | 1962年3月18日 |
| 11                     | KRY 山口放送     | 映像10W/ 音声2.5W | 映像38W/ 音声9.5W | 山口県       | 28,627世帯       | 1962年4月1日  |
| 28                     | yab 山口朝日放送 | 映像100W/ 音声25W | 映像320W/ 音声83W | 山口県       | 33,167世帯       | 1993年10月1日 |
| 62                     | tys テレビ山口   | 映像100W/ 音声25W | 映像320W/ 音声79W | 山口県       | 33,167世帯       | 1971年1月21日 |

「tys」以外は大平山送信所とアナログ放送の周波数が同じである。
アナログ放送時代、「tys」は6chに、「yab」は10ch（ともにキー局のアナログ親局と同じ）に設定される世帯が多かった。
所在地
- NHK・KRY…岩国市大字多田字城山国有林地内[要出典]
- yab・tys…住所は上と同じだが、城山南方高地に置局[要出典]

### FM放送
| 周波数（MHz） | 放送局名         | 空中線電力 | 実効輻射電力 | 放送対象地域 | 放送区域内世帯数 | 開局年月日                    |
| ------------- | ---------------- | ---------- | ------------ | ------------ | ---------------- | ----------------------------- |
| 82.1          | FMY エフエム山口 | 10W        | 10.5W        | 山口県       | 29,887世帯       | 1985年12月1日                 |
| 85.0          | NHK 山口FM       | 10W        | 10.5W        | 山口県       | 33,191世帯       | 1969年3月1日 （1968年2月1日） |
| 92.3          | KRY 山口放送     | 100W       | 115W         | 山口県       |                  | 2017年4月23日                 |

- 括弧内は実用化試験局としての運用開始日。
- 山口放送はFM補完中継局として2017年4月21日に本免許が総務省中国総合通信局から付与され、都市型難聴および、外国波混信対策として運用が開始された[23]。

## 師木野中継局・南岩国中継局
NHK・KRY両局の岩国テレビ中継局の電波が岩国市の一部地域で広島県呉市の呉中継局や同県大竹市のNHK大竹元町テレビ中継局と混信する為に城山南方高地に設置されている。
中継局名はNHKが師木野中継局、山口放送が南岩国中継局。
| テレビチャンネル（ch） | 放送局名     | 空中線電力        | ERP                | 放送対象地域 | 放送区域内世帯数 | 偏波面   | 開局年月日    |
| ---------------------- | ------------ | ----------------- | ------------------ | ------------ | ---------------- | -------- | ------------- |
| 36                     | NHK 山口教育 | 映像10W/ 音声2.5W | 映像50W/ 音声12.5W | 全国         | 2,780世帯        | 垂直偏波 | 1976年3月31日 |
| 50                     | NHK 山口総合 | 映像10W/ 音声2.5W | 映像50W/ 音声12W   | 山口県       | 2,780世帯        | 垂直偏波 | 1976年3月31日 |
| 60                     | KRY 山口放送 | 映像30W/ 音声7.5W | 映像220W/ 音声49W  | 山口県       | 18,131世帯       | 垂直偏波 | 1984年2月2日  |

## 岩国御庄デジタルテレビジョン中継放送局
- 岩国デジタル中継局の電波が届きにくい岩国市の山間地帯（主に御庄地区[1]・藤河地区）をカバーするデジタル中継局がNHK師木野・KRY南岩国両中継局と同様に[要出典]城山南方高地に設置されている[2]。

| ID | 放送局名         | 物理チャンネル | 空中線電力 | 実効輻射電力 | 放送対象地域 | 放送区域内世帯数 | 偏波面   | 開局年月日    |
| -- | ---------------- | -------------- | ---------- | ------------ | ------------ | ---------------- | -------- | ------------- |
| 1  | NHK 山口総合     | 32             | 500mW      | 1.3W         | 山口県       | 約7,500世帯      | 垂直偏波 | 2008年9月30日 |
| 2  | NHK 山口教育     | 40             | 500mW      | 1.3W         | 全国         | 約7,500世帯      | 垂直偏波 | 2008年9月30日 |
| 3  | tys テレビ山口   | 41             | 500mW      | 1.3W         | 山口県       | 約7,500世帯      | 垂直偏波 | 2008年9月30日 |
| 4  | KRY 山口放送     | 39             | 500mW      | 1.3W         | 山口県       | 約7,500世帯      | 垂直偏波 | 2008年9月30日 |
| 5  | yab 山口朝日放送 | 42             | 500mW      | 1.25W        | 山口県       | 約7,500世帯      | 垂直偏波 | 2008年9月30日 |

- 2008年9月5日に予備免許交付[1]、9月30日に本放送開始[要出典]。
- 「NHK山口総合」以外は岩国デジタル中継局と周波数が同一。